# Timpo Toys

Das Emblem von Timpo Toys

Timpo Toys Ltd. war ein britischer Spielwarenhersteller.

## Unternehmensgeschichte
Gegründet wurde das Unternehmen unter dem Namen Toy Importers Ltd. (daraus leitete sich später der Name Timpo ab) 1938 von Salomon "Sally" Gawrylovitz (späterer Name Ally Gee), einem 1907 in Frankfurt am Main geborenen Juden, der 1937 nach Großbritannien emigrieren musste.
Wurden zunächst nur importierte Spielwaren verkauft, so stellte das Unternehmen während des Zweiten Weltkrieges zunehmend selbst Spielzeug her, hauptsächlich aus Holz und Metall. Um 1970 erlebte das Unternehmen, unter dem heute gebräuchlichen Namen, seine Blütezeit durch den Verkauf von Kunststoff-Steckfiguren. Diese wurden mit einem Spritzgussverfahren hergestellt, das der technische Direktor des Unternehmens in den 1960er Jahren entwickelt und zur Serienreife gebracht hatte.
Es wurden Figuren und Zubehör aus verschiedenen Epochen gefertigt. Mittelalter-Figuren und Figuren aus dem Wilden Westen stellten den Schwerpunkt dar. Insgesamt wurden von 1964 bis 1980 etwa 40 Millionen Plastikfiguren hergestellt und weltweit verkauft. Das Unternehmen in Schottland ging 1980 in Konkurs.
2005 wurde das Buch Timpo Toys Ltd. Die goldenen Jahre einer schottischen Spielzeugfabrik von Alfred Plath veröffentlicht. Es ist das einzige Buch in deutscher Sprache und das umfangreichste zu diesem Thema. In England ist ein Buch von Michael Maughan (The A-Z of Timpo) in englischer Sprache erschienen. Artikel zu diesem Thema sind ferner erschienen im Plastic Warrior Magazine in England sowie im Figurenmagazin.
Plath war es auch, der 2010 eine Reunion Party 1980–2010 in Shotts, dem letzten Produktionsstandort von Timpo Toys, organisierte, an der Timpo-Sammler aus der ganzen Welt mit ehemaligen Angestellten des Unternehmens zusammentrafen.
2016 wurde ein 300-seitiger Timpo-Standard-Figurenkatalog von Thomas Lambrecht und Dirk Schmidt produziert, der erstmals eine Gesamtübersicht aller Timpo-Figuren zeigte. 2022 erschien die komplett überarbeitete 2. Auflage, nun mit 804 Seiten und als einziges Werk weltweit zu diesem Thema komplett zweisprachig in Deutsch und Englisch.

## Timpo-Toys-Sortiment

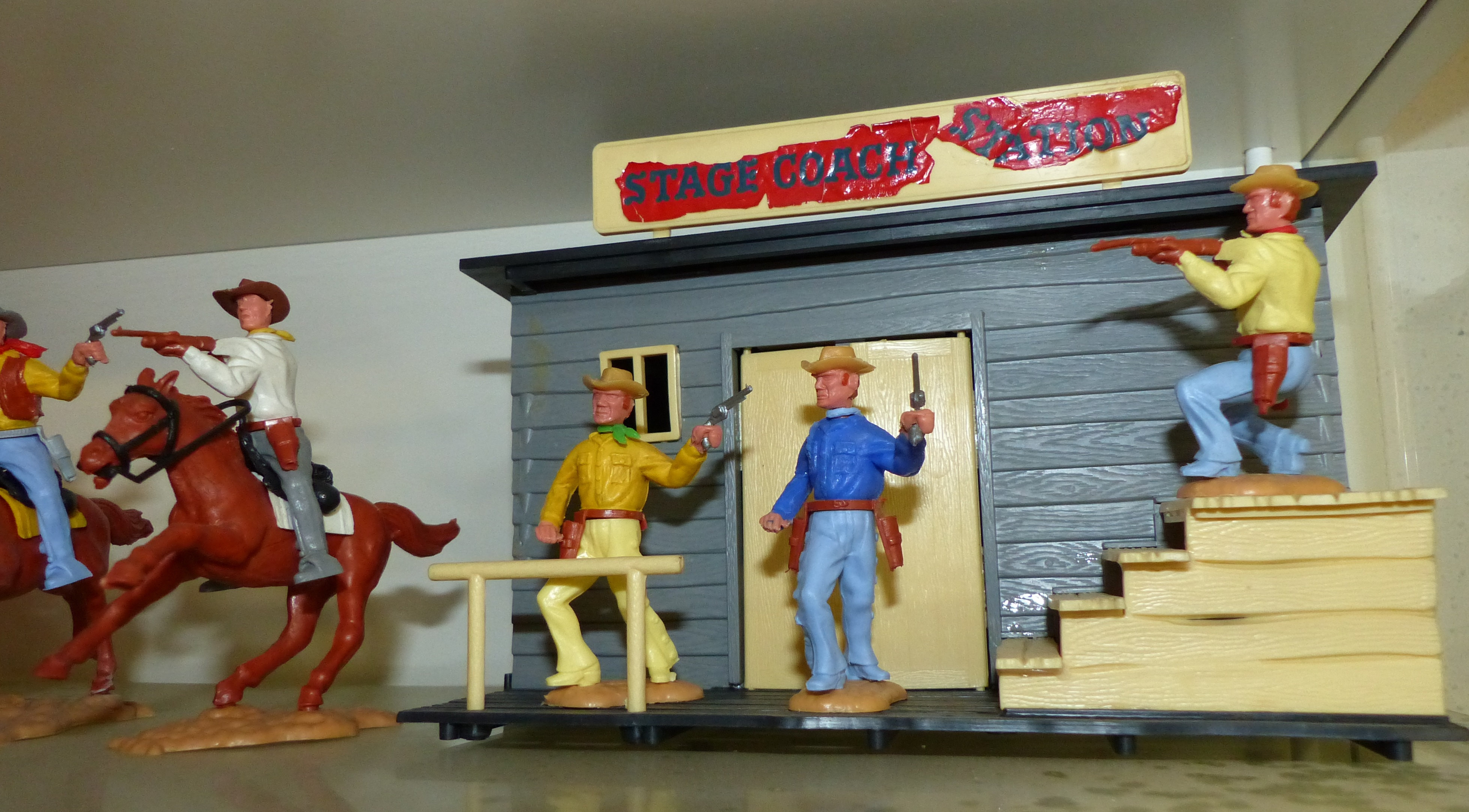
Cowboys der Wild-West-Serie

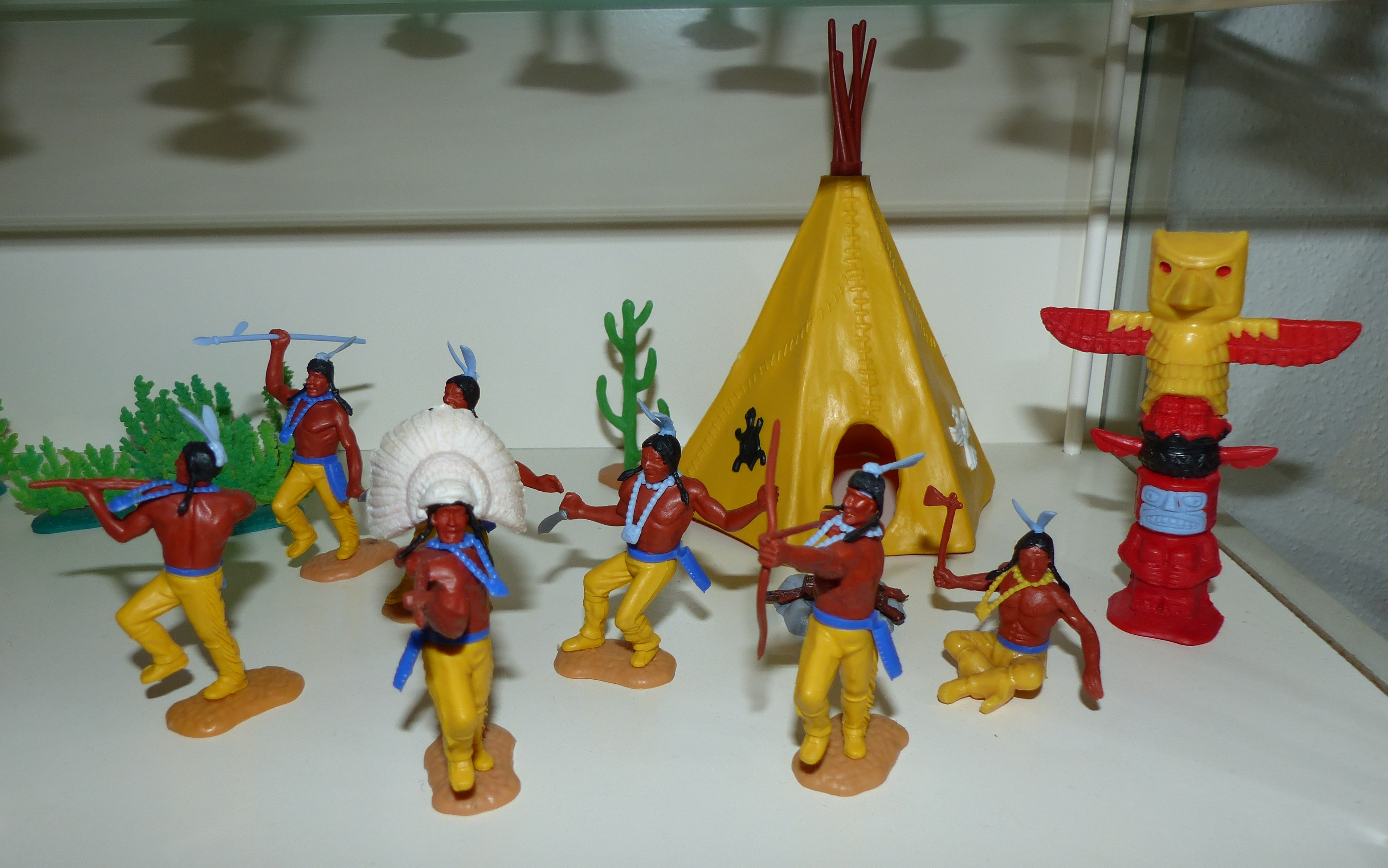
Indianer der Wild-West-Serie

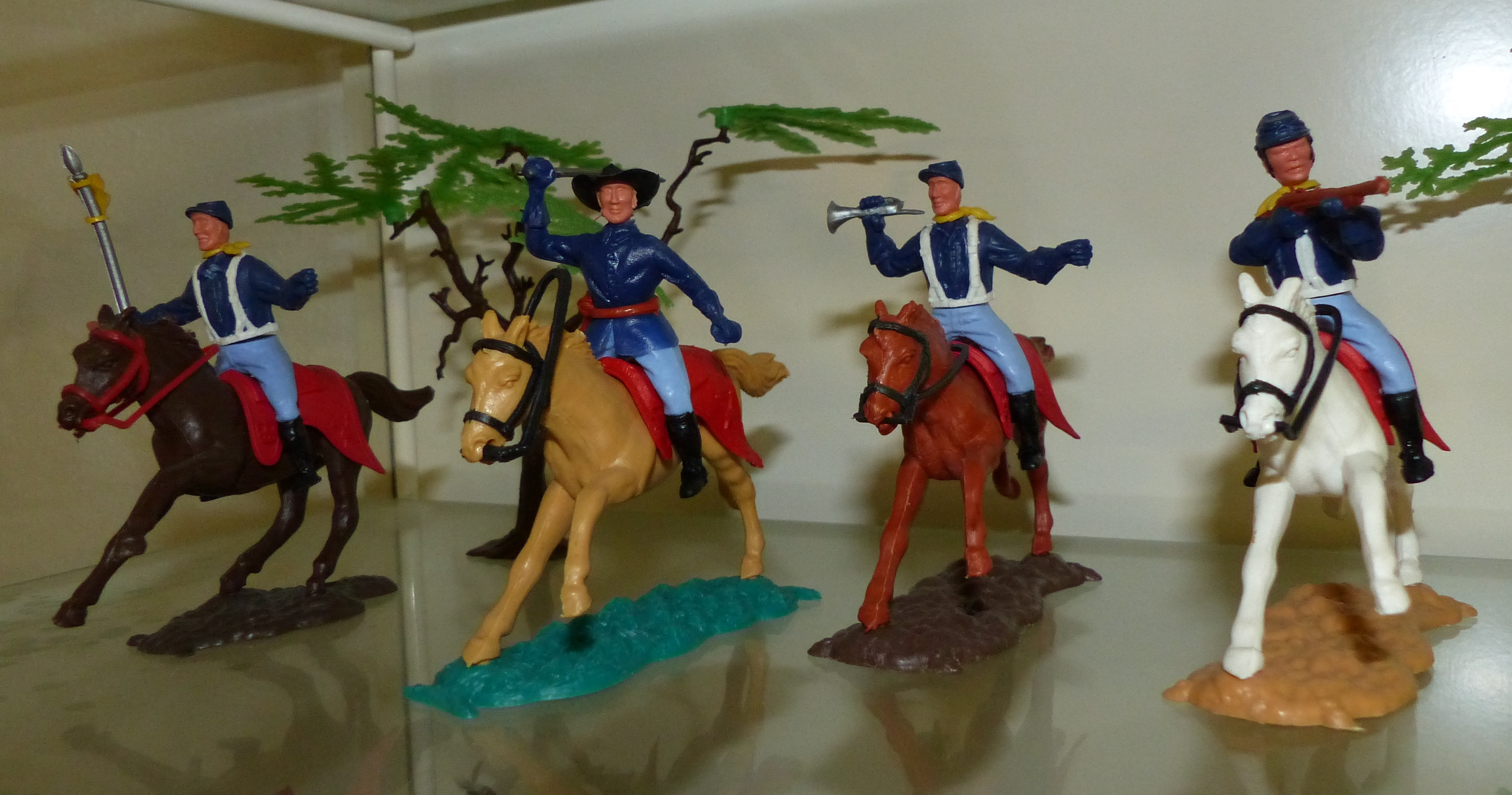
Berittene Soldaten der Nordstaaten

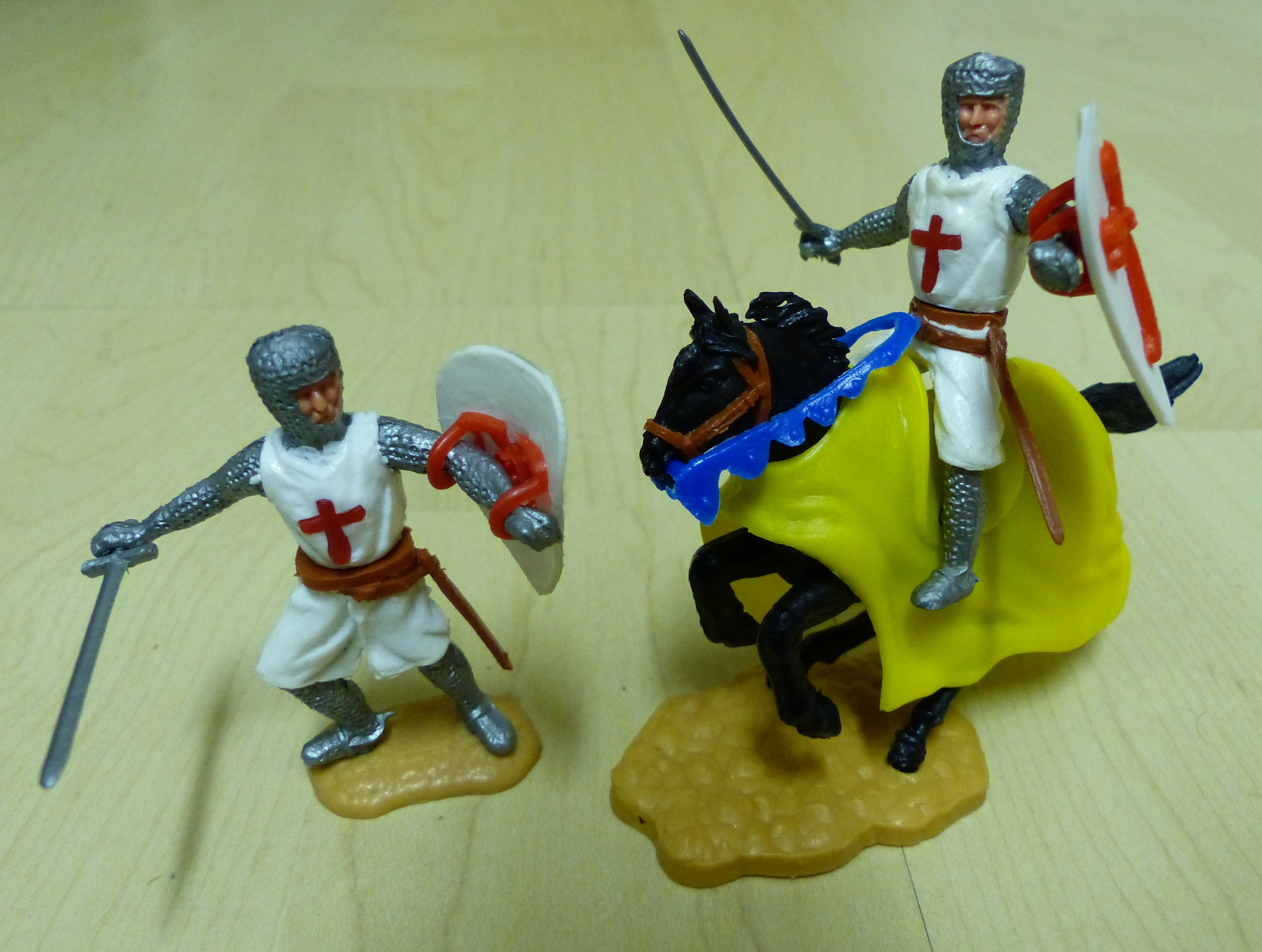
Kreuzritter: Die Schwerter, Zügel sowie die Pferdedecke sind Replikate

Das Sortiment der Firma Timpo Toys bestand aus mehreren Figurenserien, wobei die Wild-West-Serie und die Ritterserien den Kern der Produktpalette bildeten. Da die Serien im Laufe der Zeit weiterentwickelt wurden, spricht man in Sammlerkreisen auch von Generationen innerhalb der einzelnen Serien. So gibt es zum Beispiel bei den Cowboys und den Nordstaatlern vier derartige Figurengenerationen. Bei den Ritterserien erfolgte die deutsche Namensgebung aufgrund optischer Eigenheiten der jeweiligen Figurenserie.
Übersicht über die Serien:
- Wild-West-Serie
  - Cowboys[5]
  - Indianer und Apachen[6]
  - Nordstaatler[7]
  - Südstaatler[8]
  - Mexikaner[9]
- Ritterserien[10]
  - Kreuzritter
  - Topfhelmritter
  - Visierritter
  - Goldritter
  - Silberritter
  - Schwarze Ritter
- Sonstige Serien
  - Römer[11]
  - Wikinger[12]
  - Araber[13]
  - Fremdenlegionäre[13]
  - Amerikanischer Unabhängigkeitskrieg[14]
  - Eskimos[15]
  - 2. Weltkrieg[16]
  - Farmserie[17]
  - Gardesoldaten[18]

Innerhalb der jeweiligen Serie gab es ergänzende Miniaturen wie Kutschen, Häuser, Burgen, Panzer, Züge usw.

## Fotogalerie

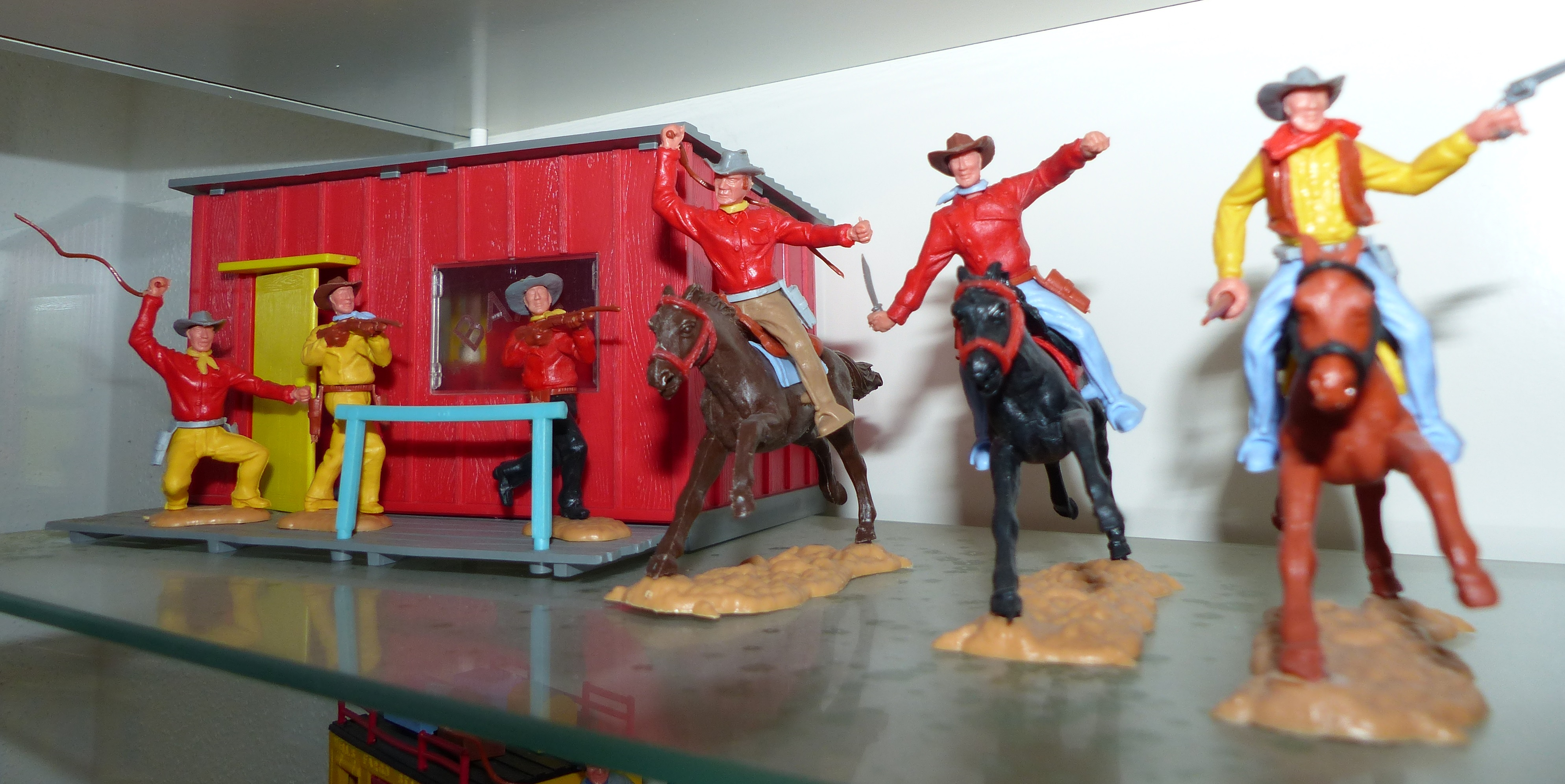
Cowboys der Wildwestserie
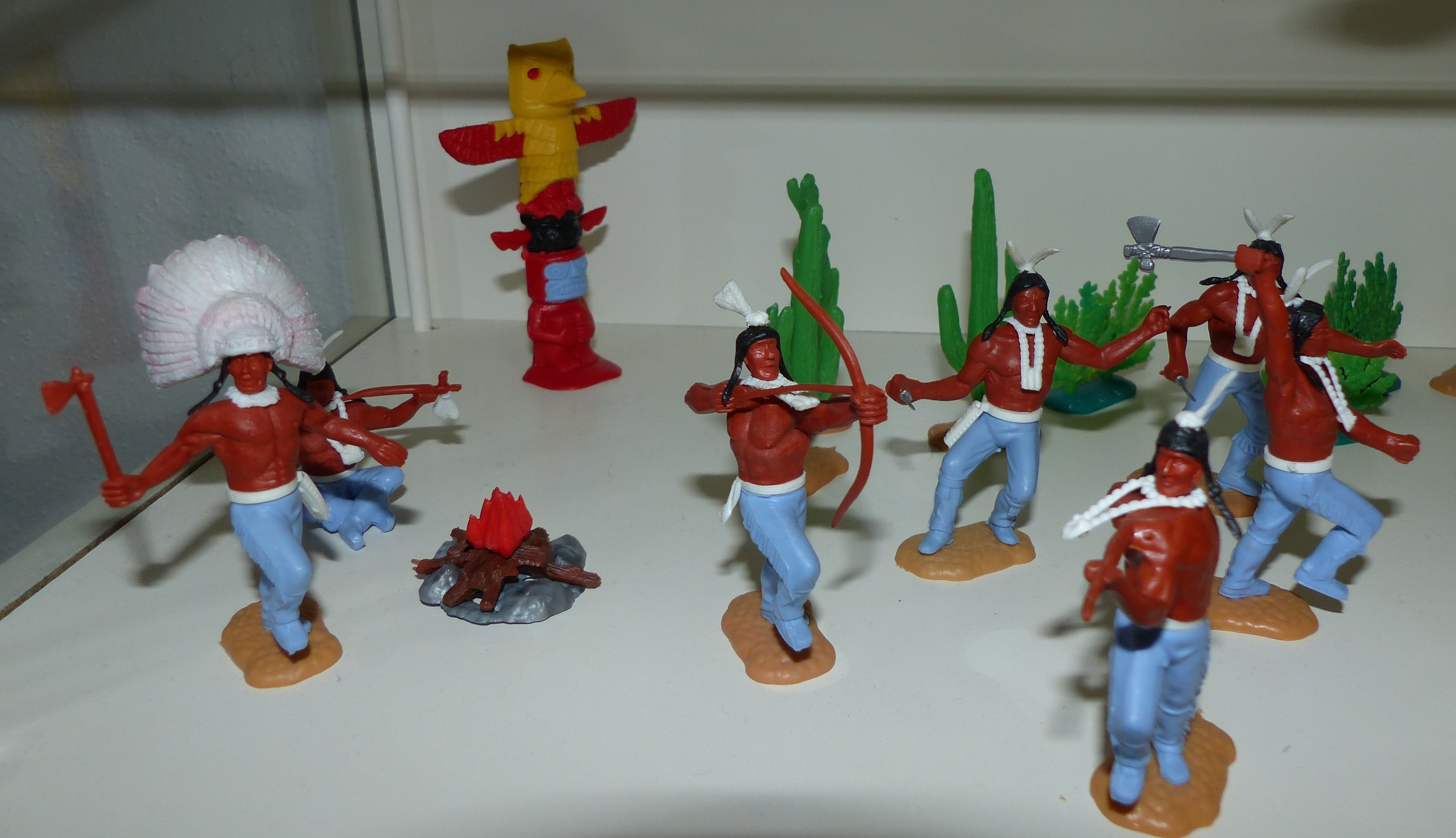
Indianer der Wildwestserie
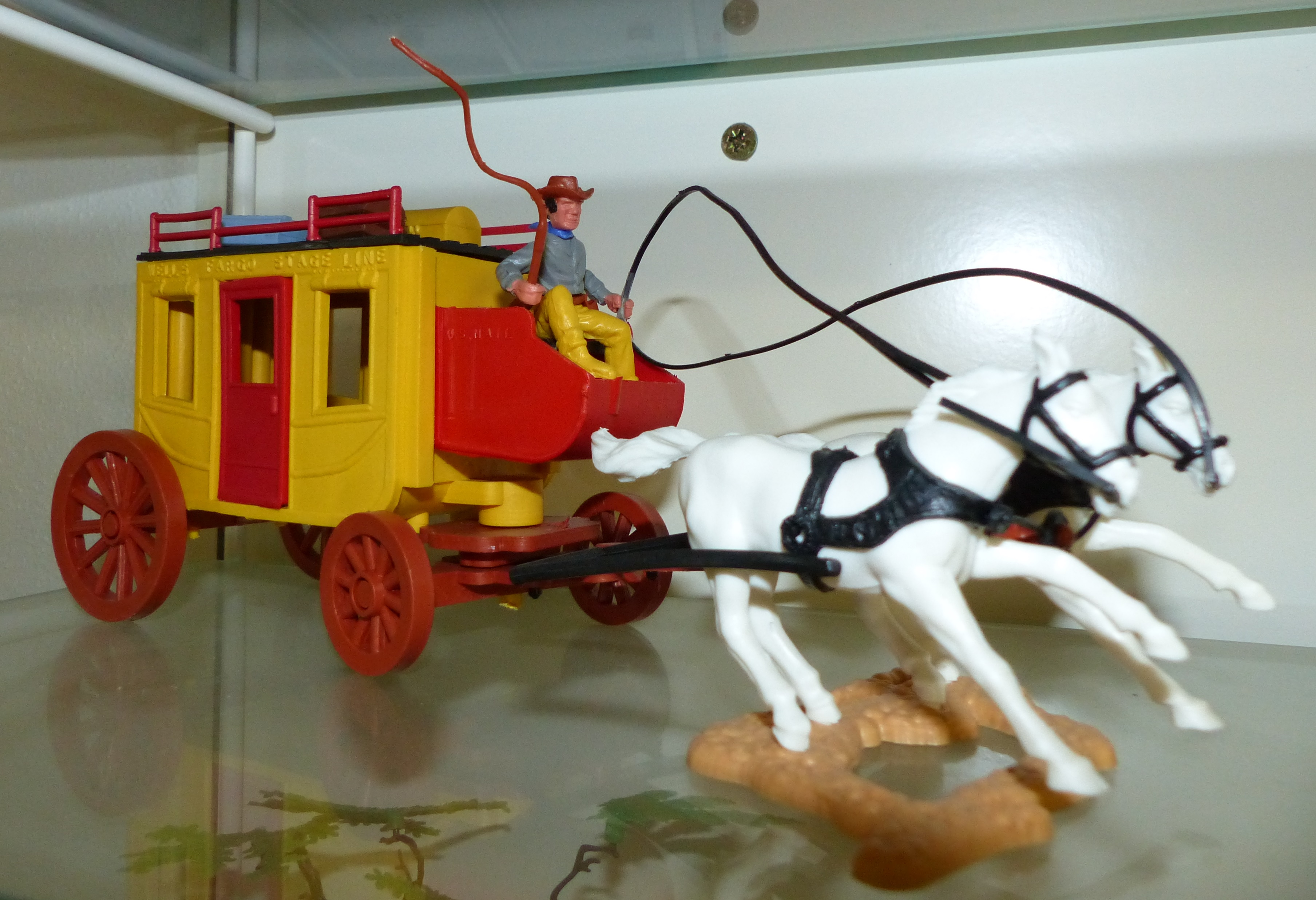
Postkutsche
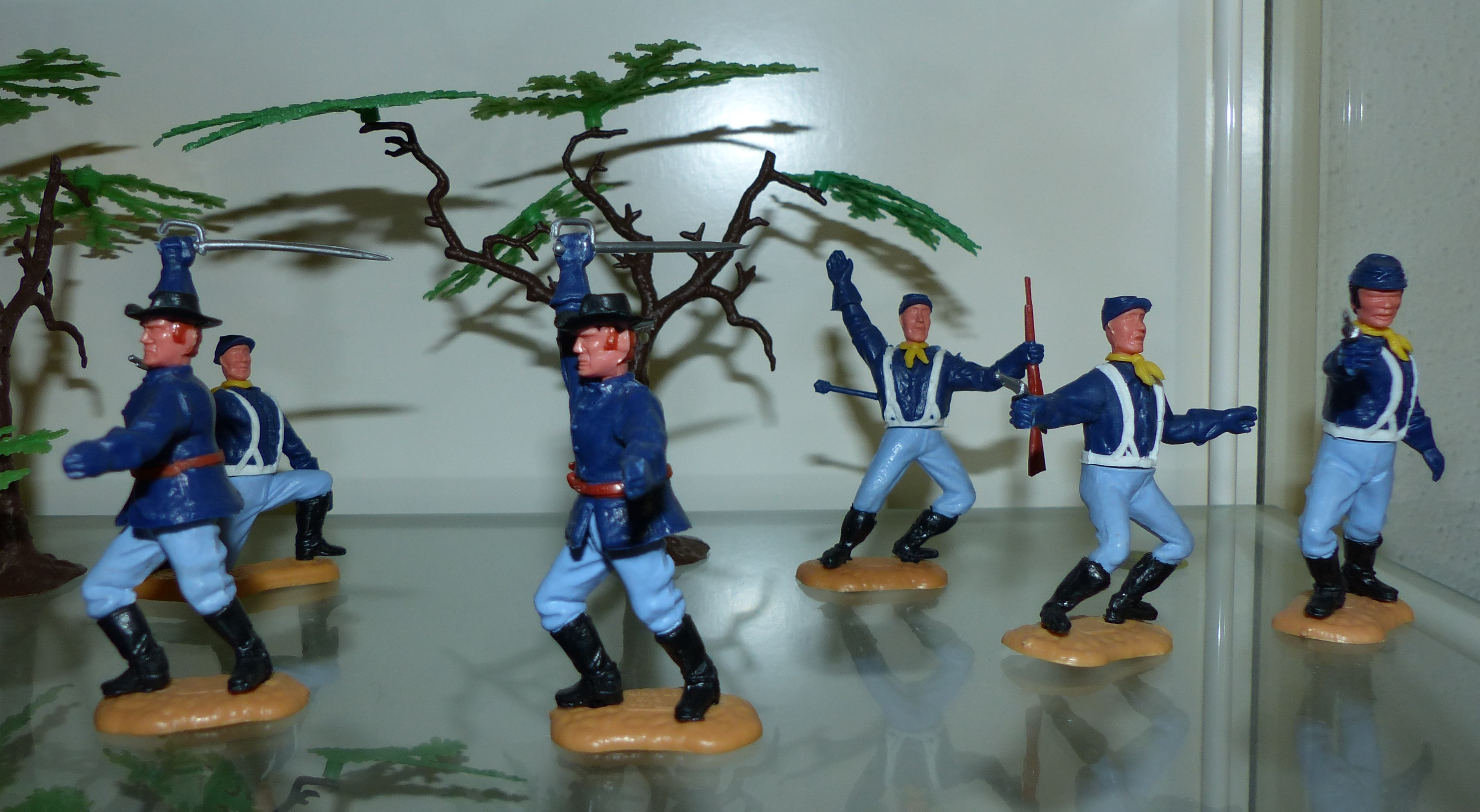
Soldaten der Nordstaaten
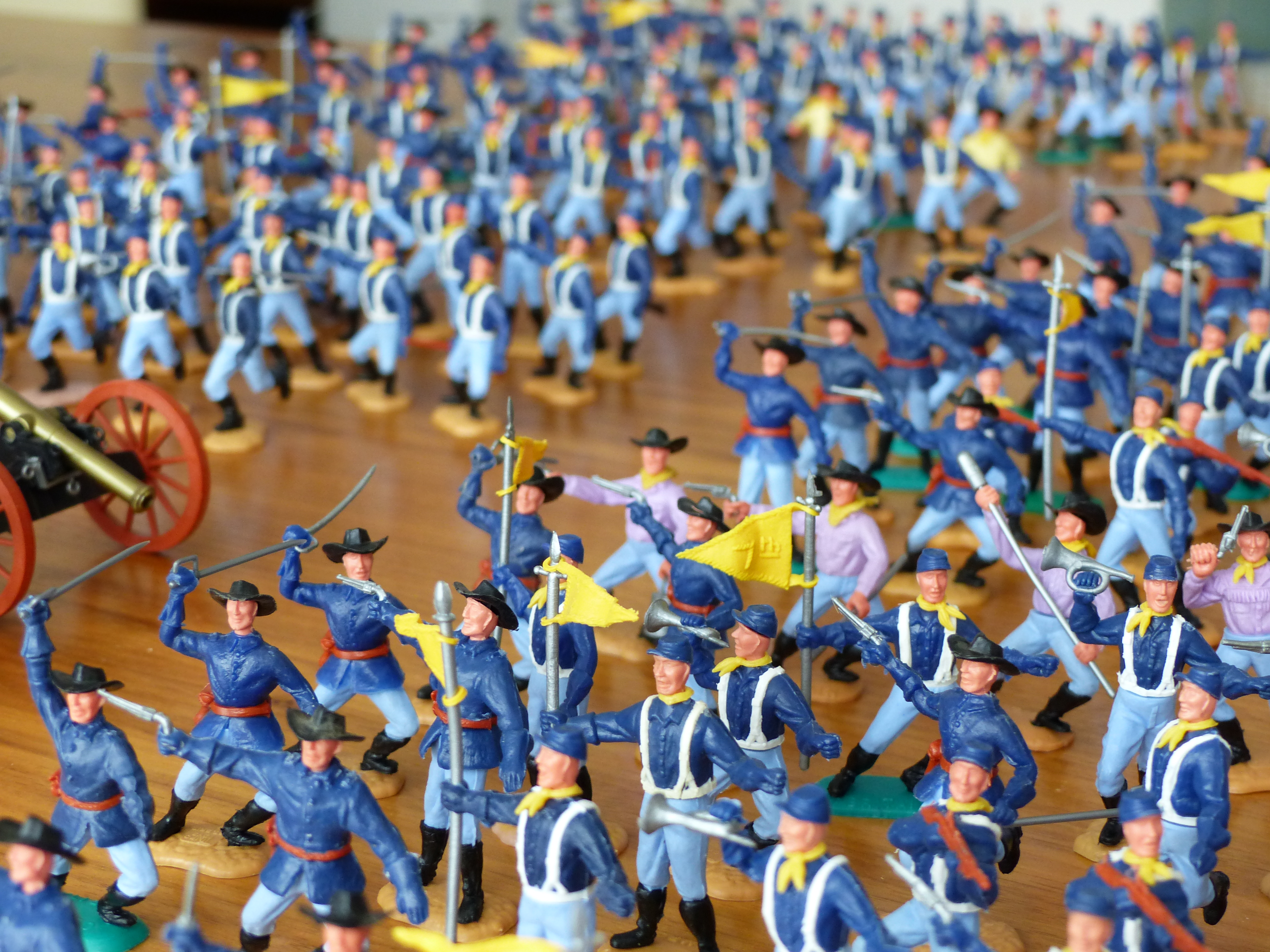
Soldaten der Nordstaaten
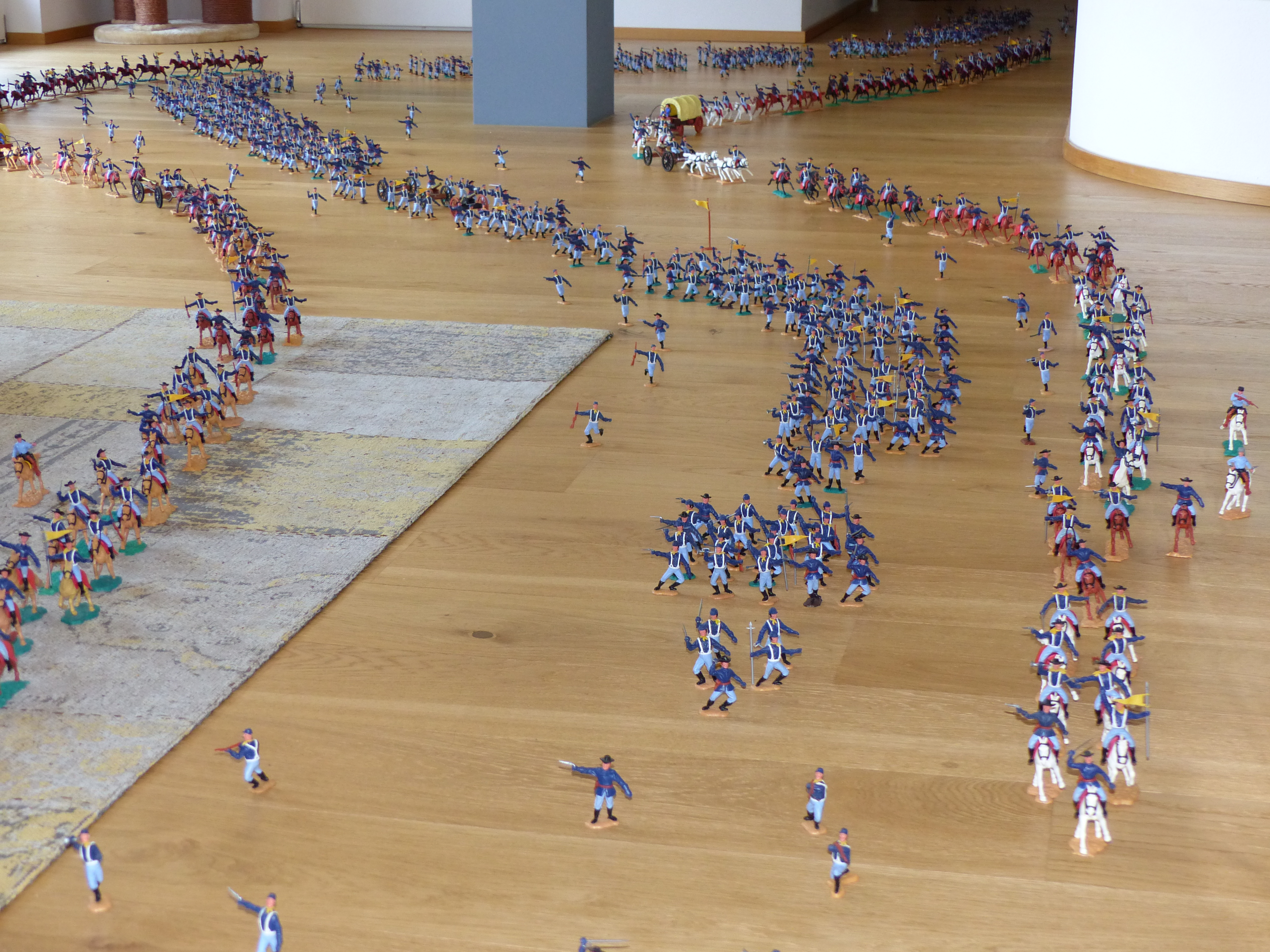
Soldaten der Nordstaaten
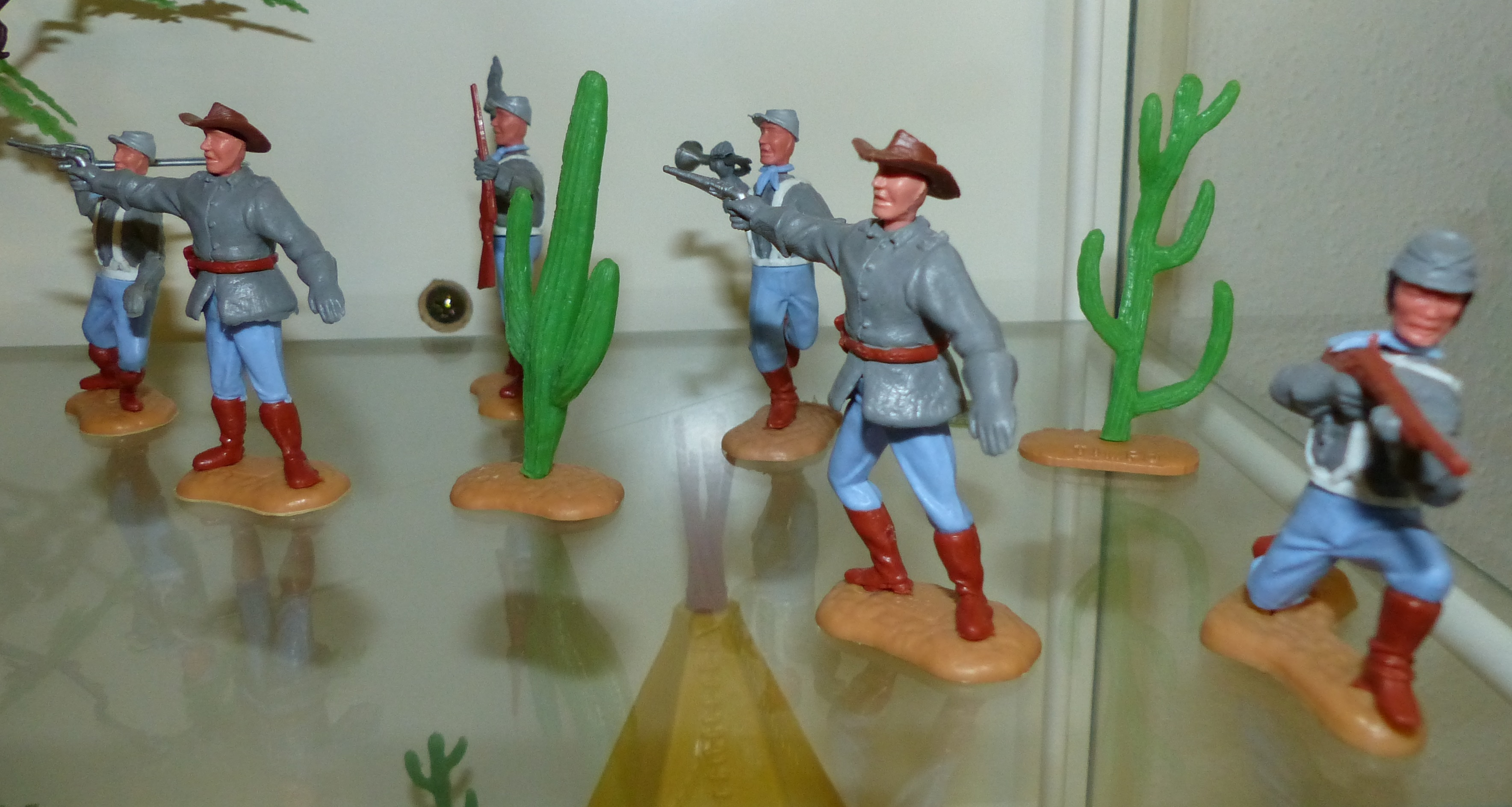
Soldaten der Südstaaten
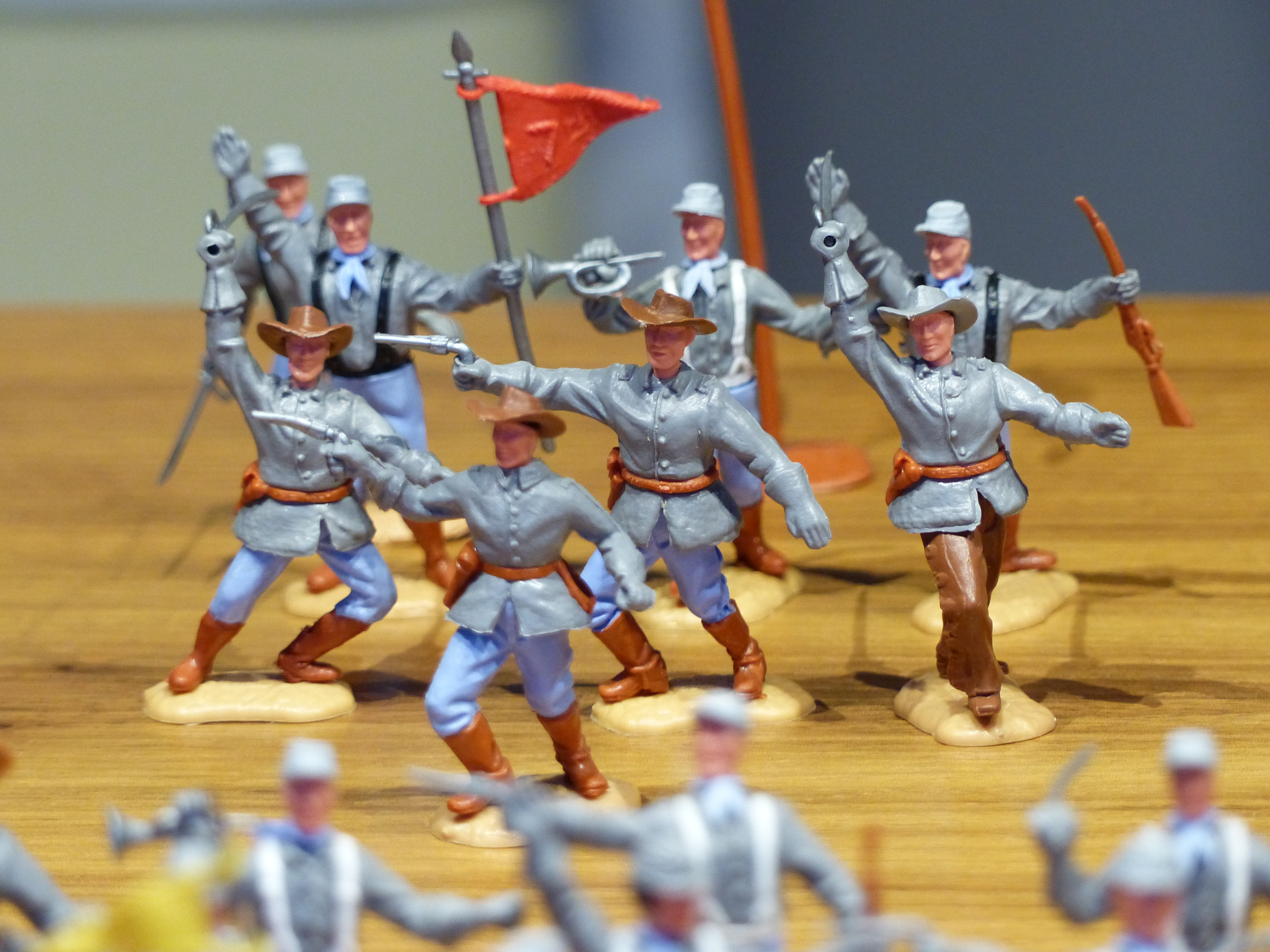
Soldaten der Südstaaten
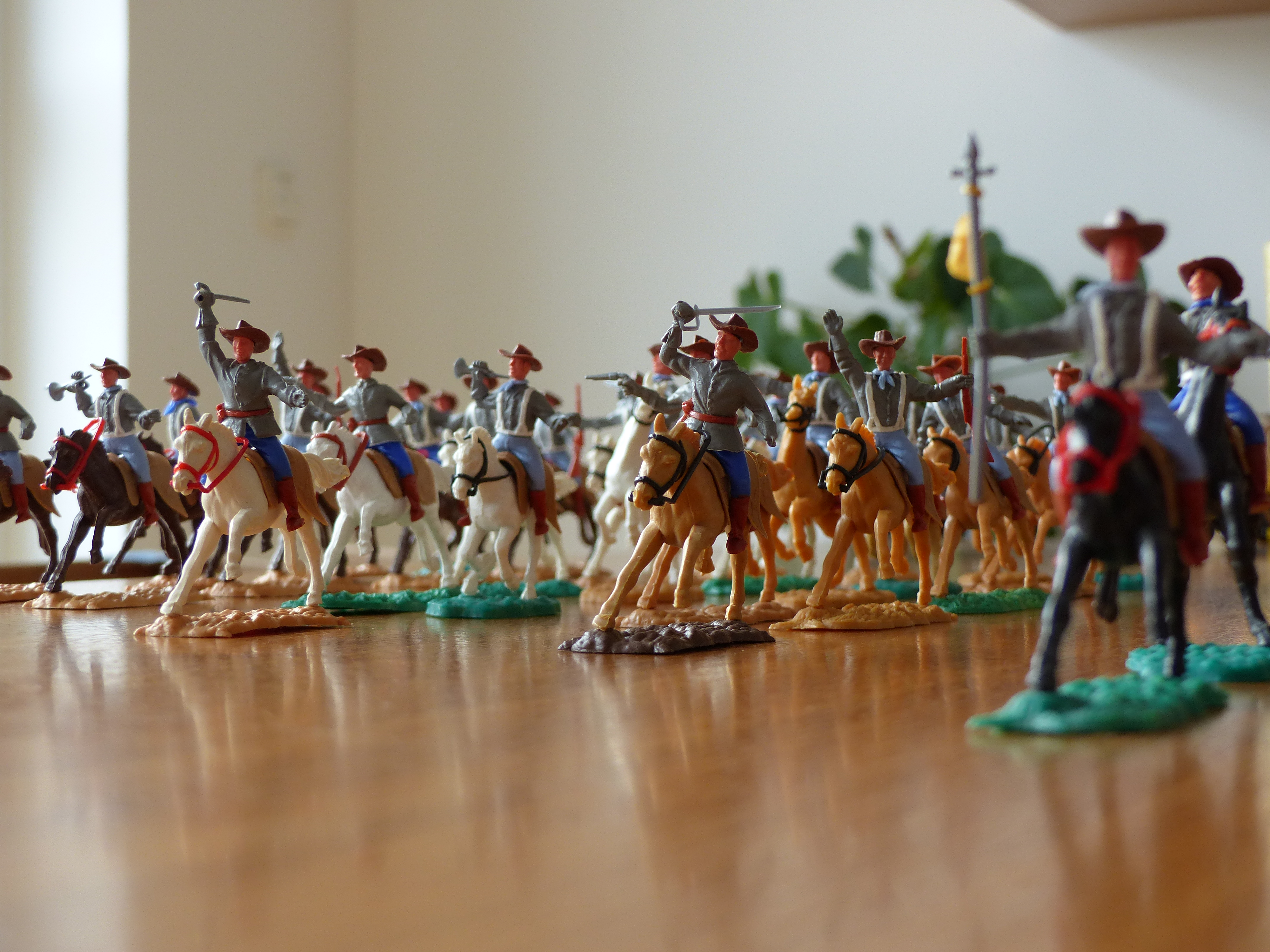
Soldaten der Südstaaten
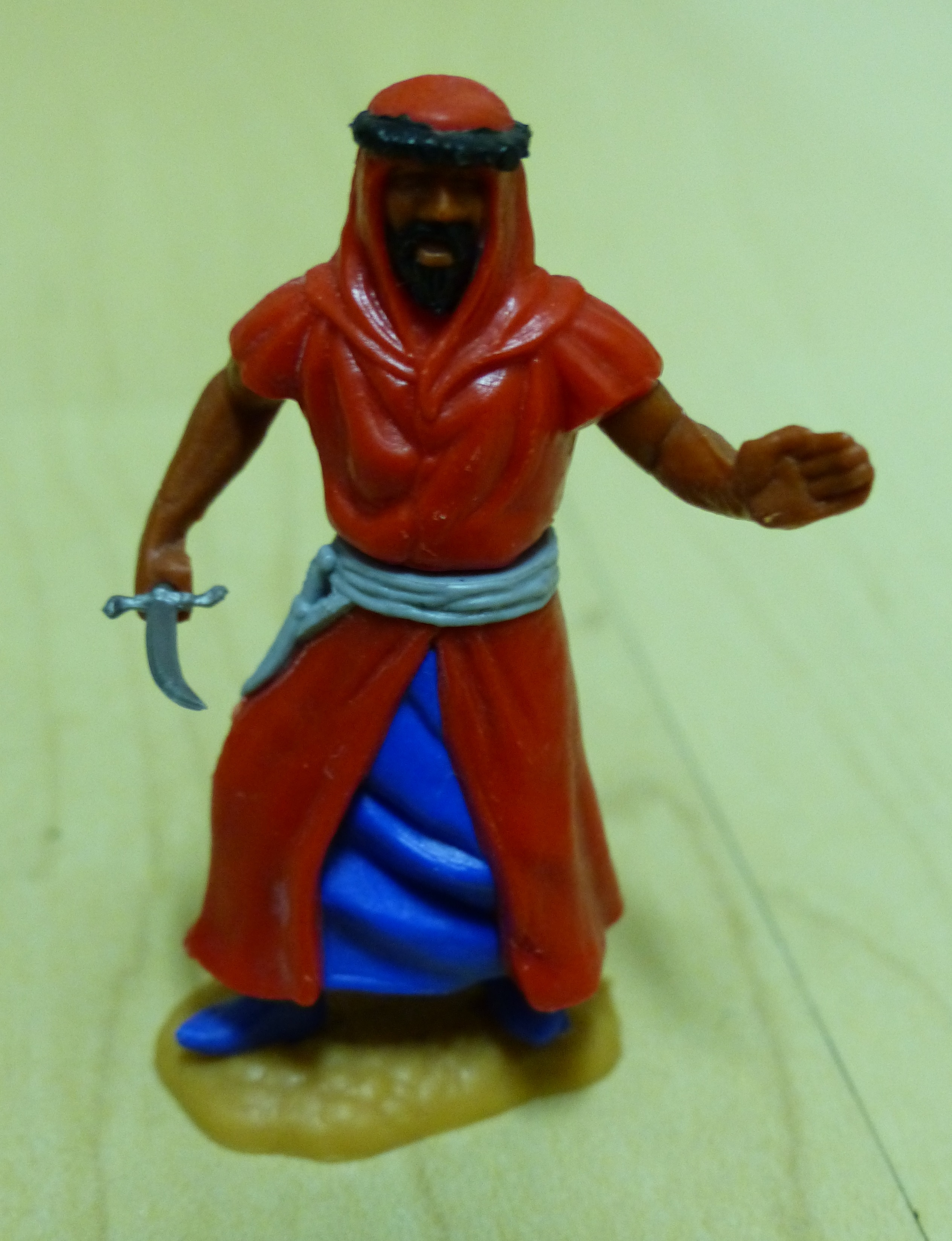
Araber
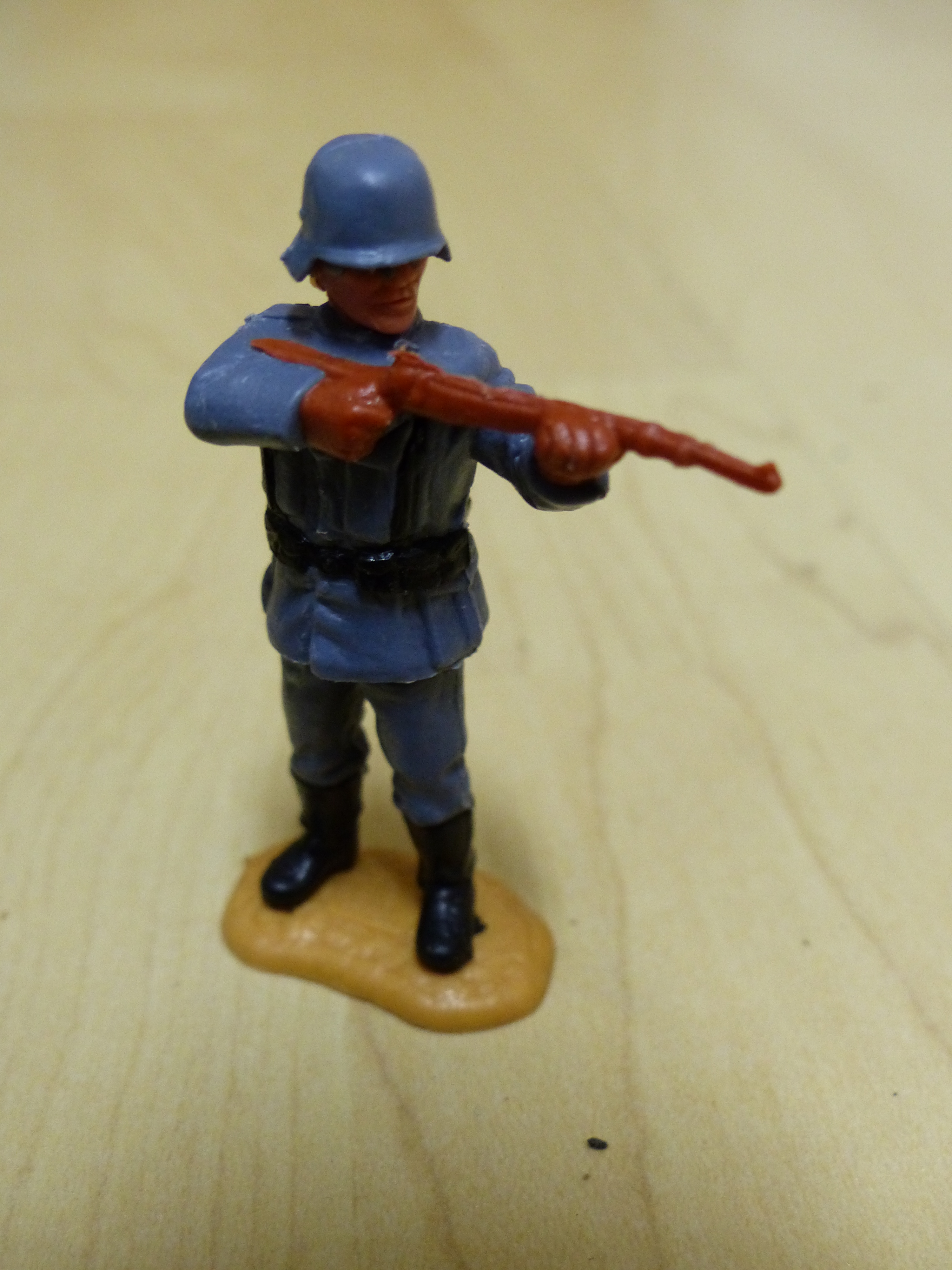
Deutscher Soldat
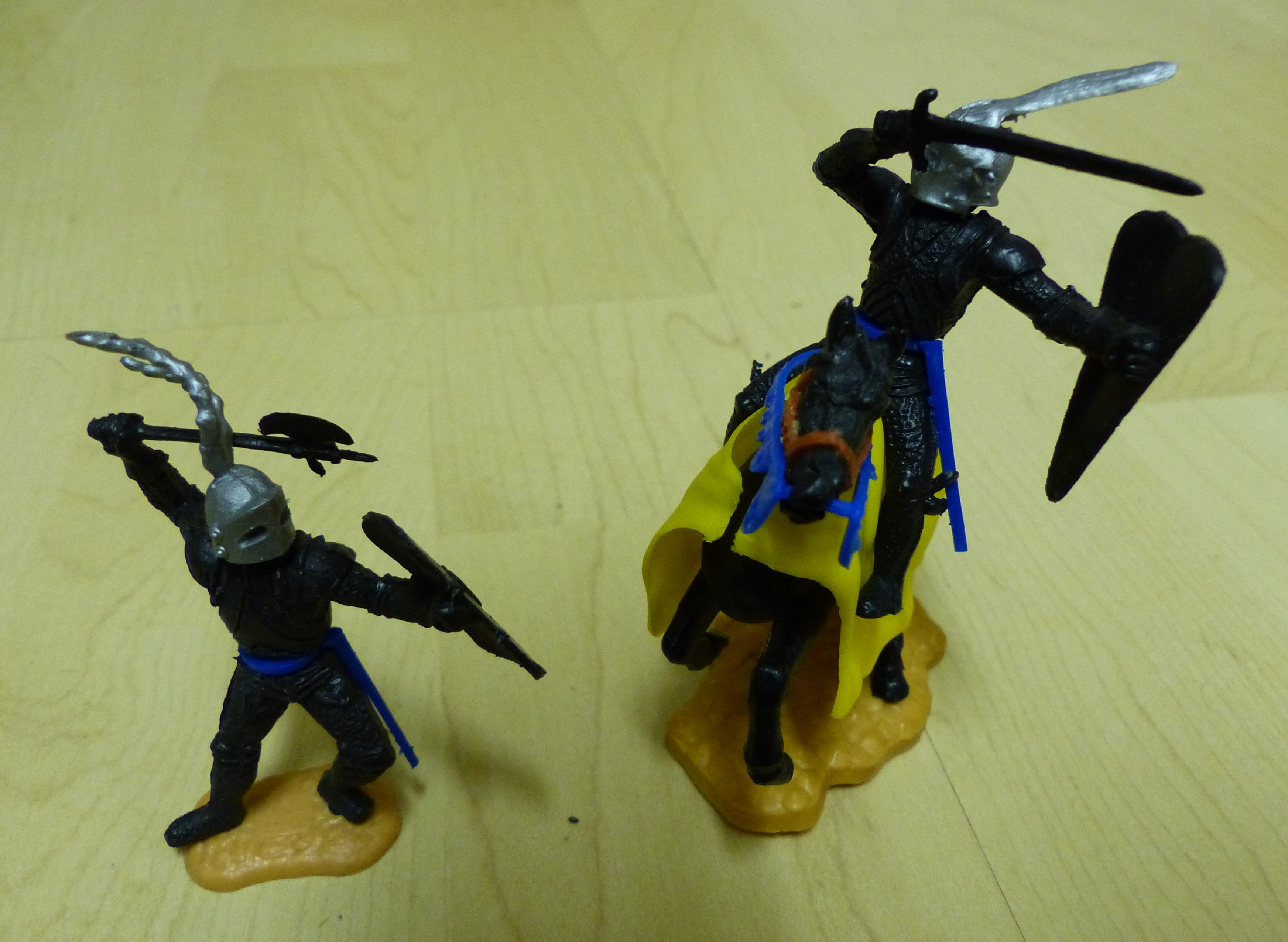
Schwarze Ritter
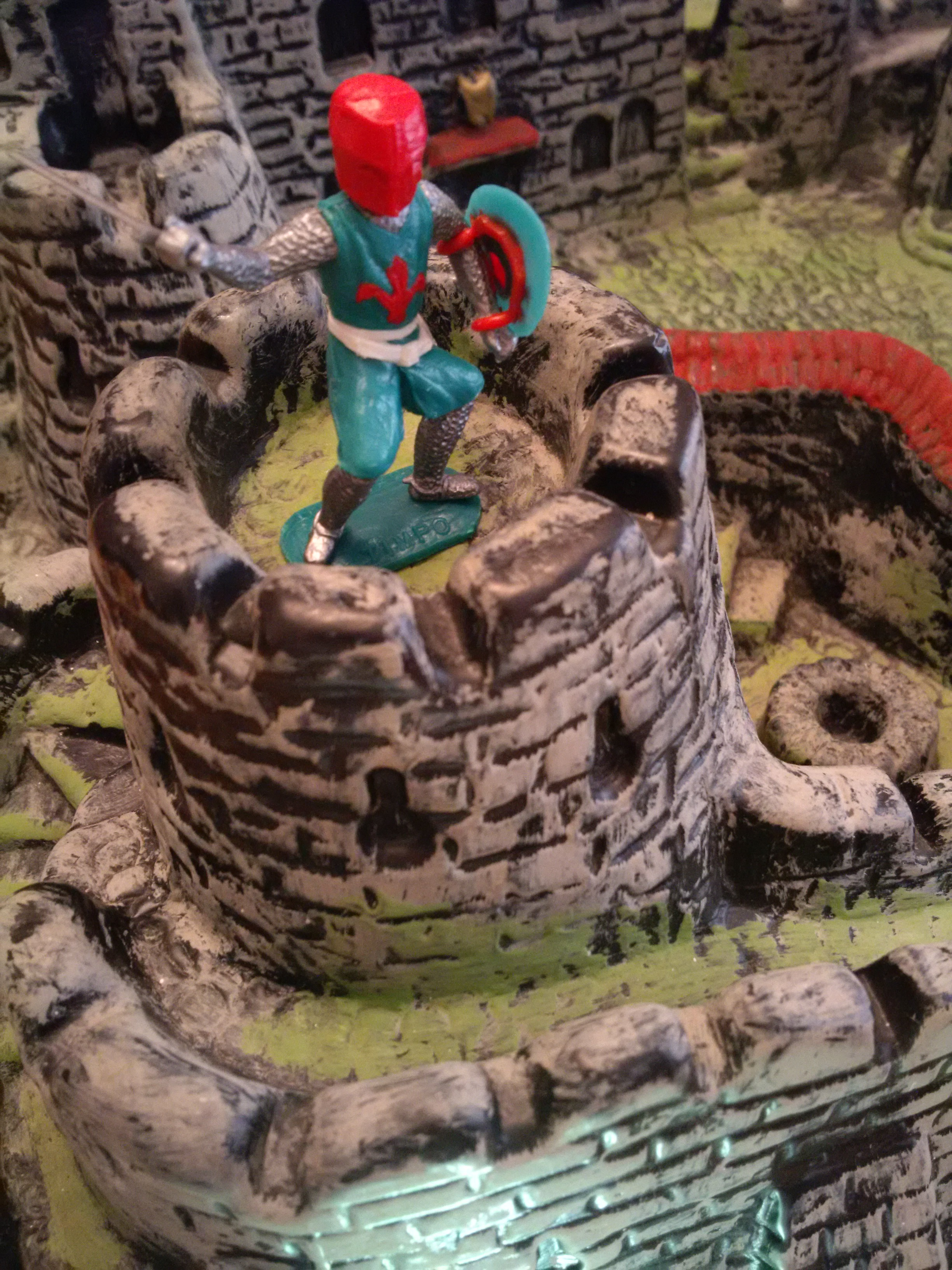
Topfhelmritter
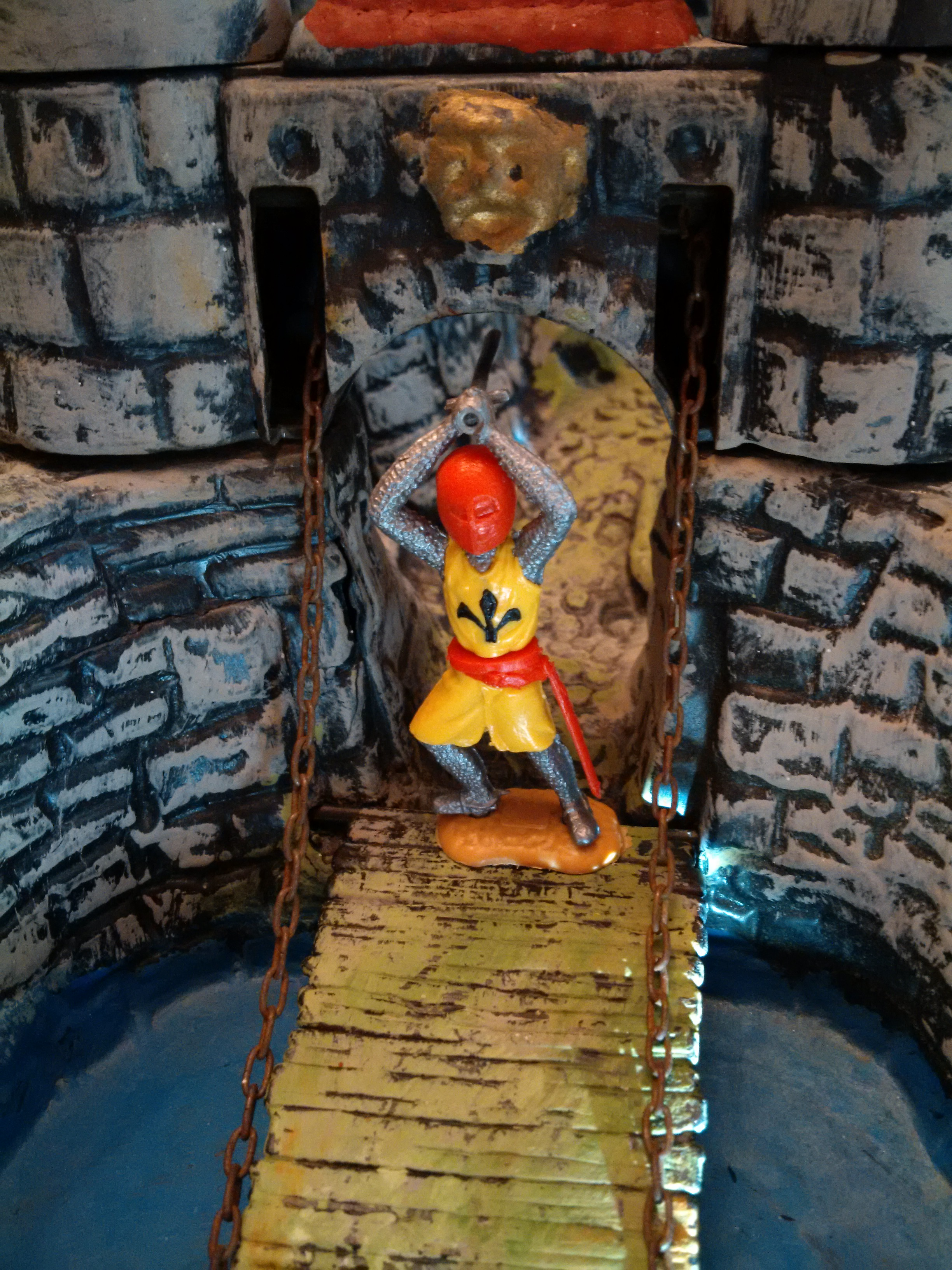
Topfhelmritter
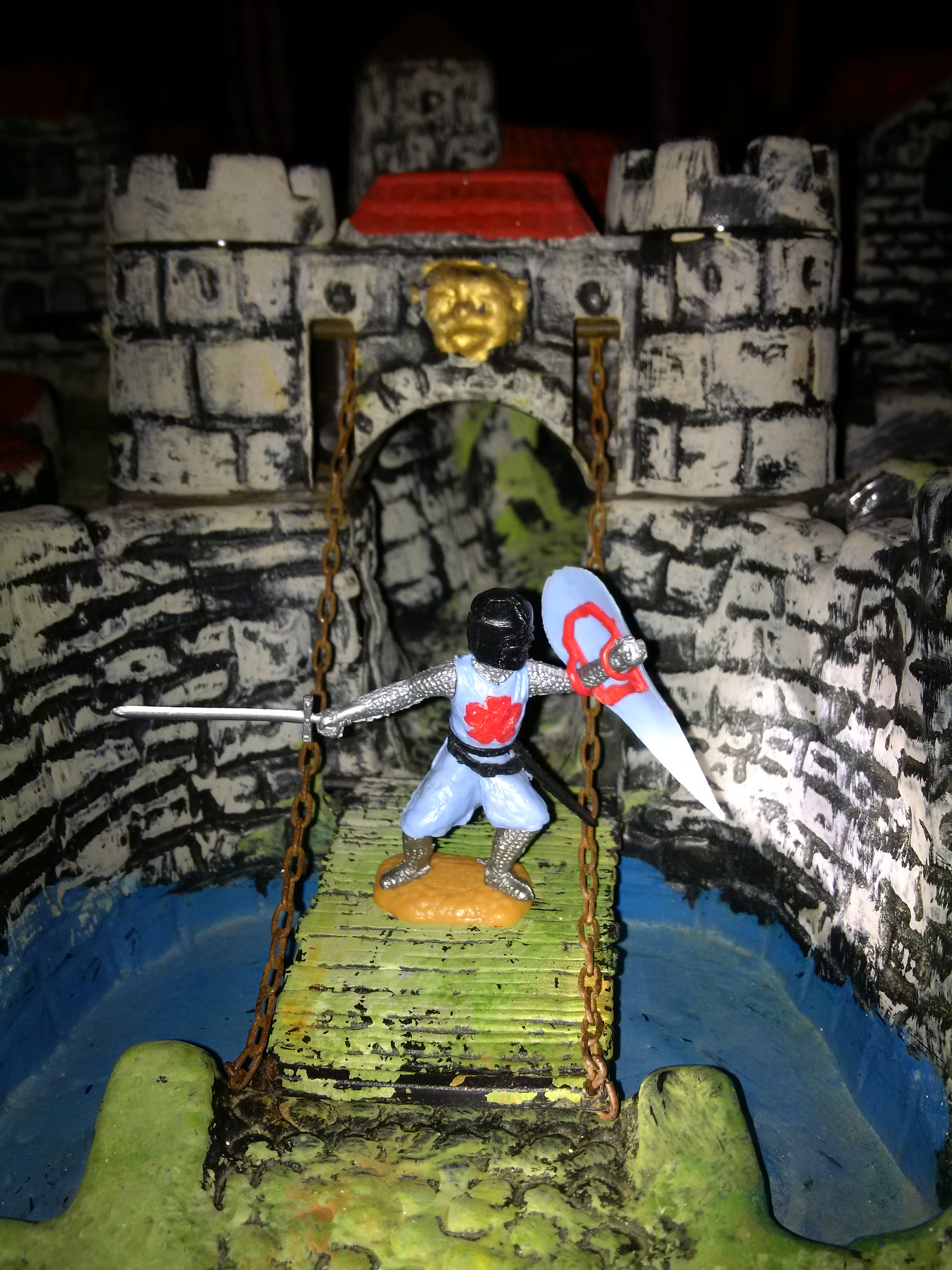
Topfhelmritter
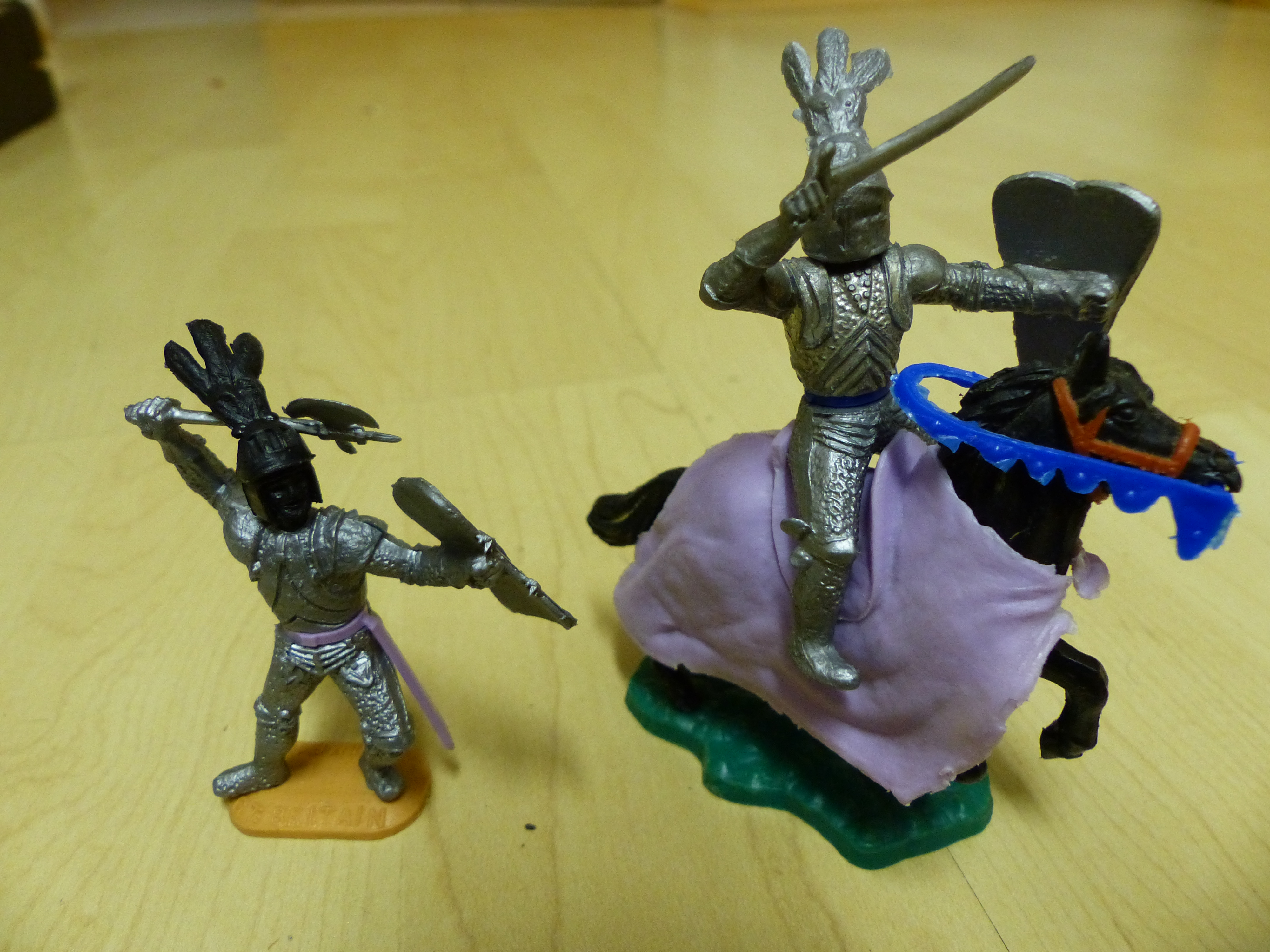
Silberritter
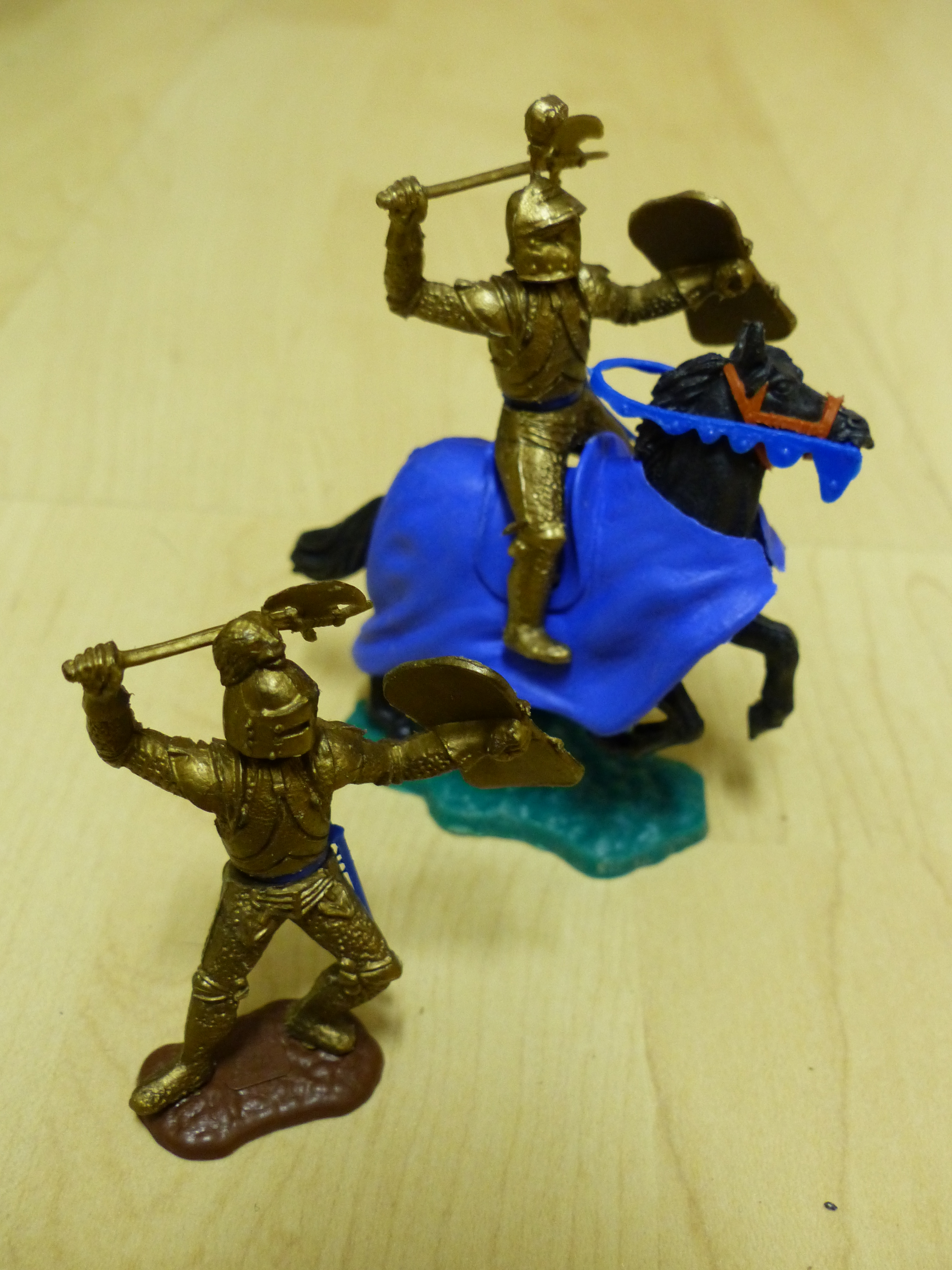
Goldritter
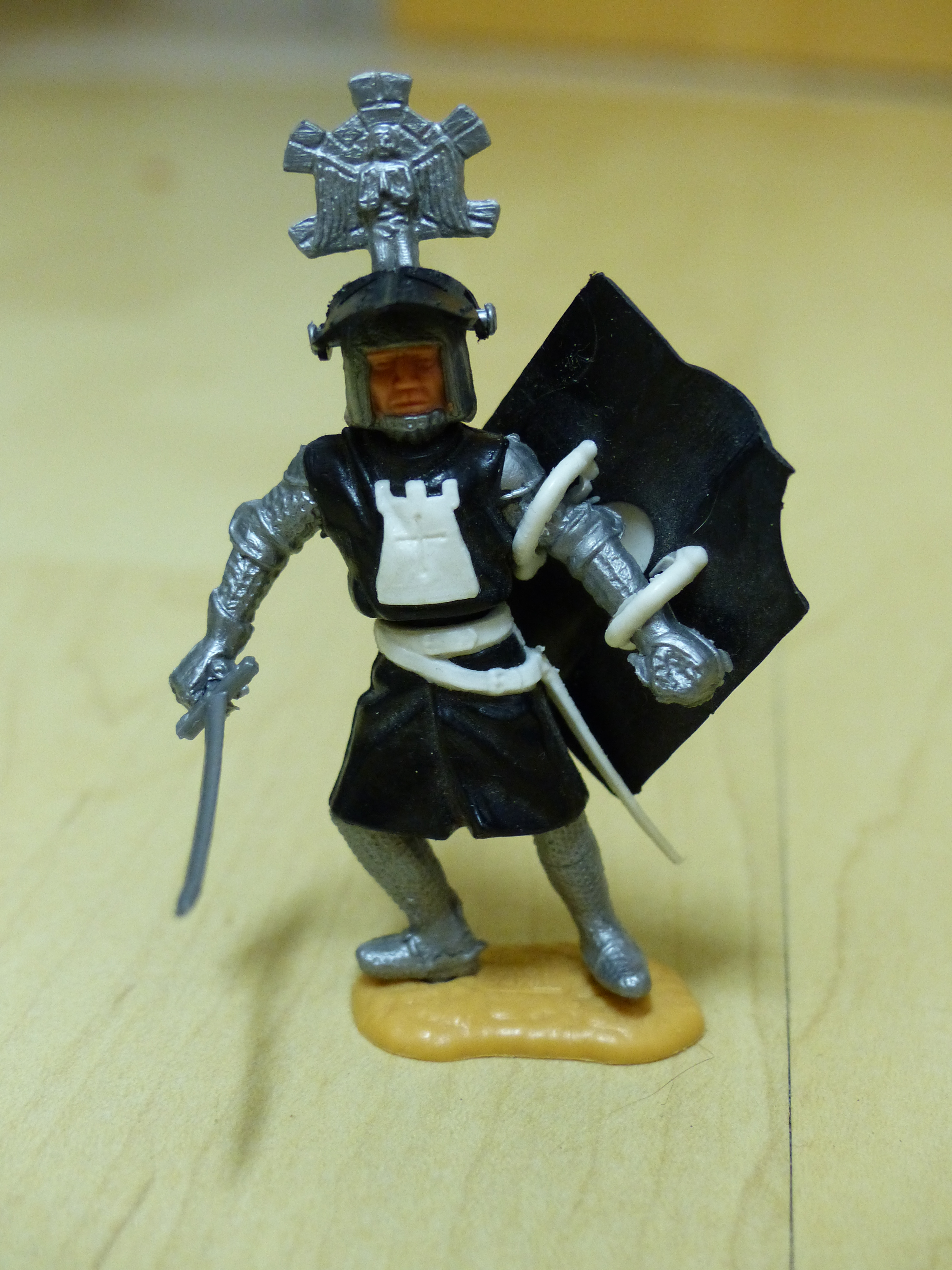
Visierritter

## Timpo-Toys-Figuren als Sammlerobjekt
Im Laufe der 1980er und 1990er Jahre entstand nach dem Konkurs der Firma eine Sammlerszene, die von Australien über Westeuropa bis in die USA reicht. Die Kerngruppe dieser Sammler bilden die Kinder der 1960er und 1970er Jahre, die mit den Figuren von Timpo groß geworden sind.
Während in den Anfängen vor allem Sammlerbörsen wie die Deutsche Kunststoffigurenbörse in Herne als Marktplatz dienten, brachte die Entwicklung von Online-Plattformen wie Ebay eine neue Dimension in die Sammlerszene. So sind auf Ebay.de permanent mehr als 3000 Auktionen eingestellt, in denen Timpo-Toys-Figuren angeboten werden (Stand Ende 2015).

### Besonderheiten
Je nach Zustand und Seltenheit erzielt eine Sammlerfigur einen Preis von mehreren Euro. Ältere Figuren erzielen nicht automatisch höhere Preise, sondern oft jene, die knapp vor dem Konkurs des Unternehmens hergestellt wurden. Diese Figuren sind im Vergleich zu früheren Figuren optisch reizvoller und außerdem sehr selten. Der Preis für diese Figurengeneration ist ungefähr um das Zehnfache höher als die Figuren aus den Boomjahren des Unternehmens. Besonders begehrt unter den Sammlern sind sogenannte Farbvarianten, das sind Figuren, bei denen Teile in einer Sonderfarbe produziert wurden. Hier erreichen die Preise oft den 100-fachen Wert der handelsüblichen Figur.
Preislich höher anzusetzen sind auch Kanonenzüge aus dem Amerikanischen Bürgerkrieg und Kutschen aus der Wild-West-Serie, weil sie filigrane Teile wie Zügel oder Pferdegeschirr enthalten, die bei Benutzung sehr schnell zerstört wurden. Unbeschädigte Exemplare sind daher sehr selten und dementsprechend teuer. Wie bei vielen anderen Sammelobjekten auch, minderte der Gebrauch der Figuren den Wert der Objekte. So erzielen neben Farbvarianten vor allem Teile, die sich noch in der Originalverpackung befinden, hohe Preise.
Gehandelt wird im Internet auch mit Ersatzteilen, weil durch die Benutzung der Figuren oft Kleinteile wie Waffen oder Köpfe beschädigt wurden oder verloren gingen, während sich Körperteile oder Bodenplatten in ausreichender Zahl erhalten haben. Teilweise werden diese Kleinteile im Internet auch als Replikate angeboten.

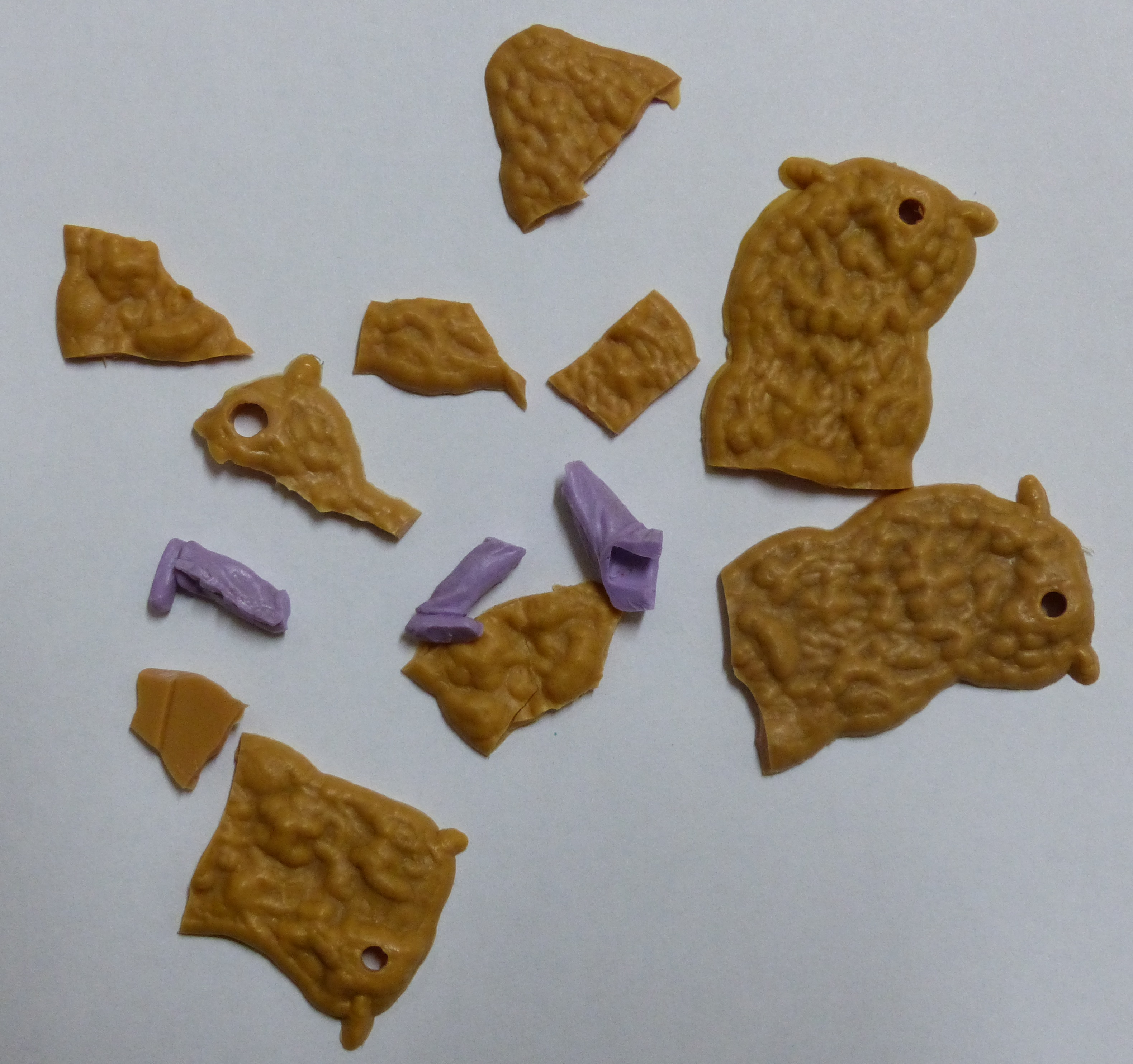
Zerbrochene Bodenplatten sowie die Beine eines Indianers, die ihre Elastizität im Laufe der Zeit durch das Ausgasen der Weichmacher verloren haben

### Figurenverluste durch Versprödung
Sammler berichten in jüngster Zeit über Versprödung und Zerfall wertvoller, antiker Timpo-Figuren aus thermoplastischem Polyethylen oder PC/ABS-Polymerblends. Vor allem Figuren, die großen Temperaturschwankungen und dem Sonnenlicht (UV) ausgesetzt waren, neigen eher zur Versprödung, weil diese Faktoren die Wahrscheinlichkeit erhöhen, dass die im Kunststoff enthaltenen Weichmacher entweichen.